# Jeanne Vuilliomenet-Challandes
Jeanne Vuilliomenet-Challandes (* 19. Januar 1870 in La Chaux-de-Fonds; † 15. Januar 1938 ebenda; heimatberechtigt in Savagnier) war eine Schweizer Frauenrechtlerin und Journalistin.

## Leben
Jeanne Challandes wurde als Tochter des Uhrgehäusemachers Aimé Challandes und der Marie Louise Guillod geboren. 1895 heiratete sie den Kunstmaler Paul Edouard Vuilliomenet. Sie erhielt ihre Ausbildung an der École d’Art in Neuenburg und erwarb sich eine breite literarische Bildung. 
Im Jahr 1908 war sie Mitgründerin des Frauenstimmrechtsvereins von La Chaux-de-Fonds und engagierte sich aktiv in der neuenburgischen Frauenstimmrechtsbewegung. Sie war von 1914 bis 1918 Sekretärin und von 1926 bis 1932 Vorstandsmitglied des Schweizerischen Verbands für Frauenstimmrecht. 
Neben ihrem politischen Engagement war sie journalistisch tätig. Ab 1924 schrieb sie regelmässig für die Zeitschrift Le Mouvement Féministe. Ab 1933 war sie Redaktorin und Herausgeberin von Notre samedi soir, einer literarischen Zeitschrift für Frauen.